# Слободской сельсовет (Лебедянский район)
Слободской сельсове́т — сельское поселение в Лебедянском районе Липецкой области. 
Административный центр — село Слободка.

## История
В соответствии с законами Липецкой области №114-оз от 02.07.2004 и №126-оз от 23.09.2004 Слободской сельсовет наделён статусом сельского поселения, установлены границы муниципального образования.

## Население
| 2010 | 2012 | 2013 | 2014 | 2015 | 2016 | 2017 |
| ---- | ---- | ---- | ---- | ---- | ---- | ---- |
| 752  | ↘730 | ↗745 | ↘732 | ↗745 | ↘726 | ↘697 |
| 2018 | 2021 |      |      |      |      |      |
| ↘694 | ↘628 |      |      |      |      |      |

## Состав сельского поселения
| № | Населённый пункт     | Тип населённого пункта       | Население |
| - | -------------------- | ---------------------------- | --------- |
| 1 | Васильевская Пустошь | деревня                      | 10        |
| 2 | Калининский          | посёлок                      | 15        |
| 3 | Медведево            | деревня                      | 117       |
| 4 | Мочилки              | деревня                      | 14        |
| 5 | Новый Копыл          | деревня                      | 7         |
| 6 | Петровские Выселки   | деревня                      | 20        |
| 7 | Слободка             | село, административный центр | 286       |
| 8 | Старый Копыл         | деревня                      | 283       |